# Casa Thomas A. Parker
La Casa de Thomas A. Parker fue construida como una residencia privada y está ubicada en 975 East Jefferson Avenue de la ciudad de Detroit, la más importante del estado de Míchigan (Estados Unidos). La casa fue incluida en el Registro Nacional de Lugares Históricos en 1982. Actualmente son las oficinas legales de Liddle & Dubin, P.C.

## Thomas Parker
Thomas Augustus Parker nació en Nueva York y llegó a Detroit con su hermano en 1845. Los dos fundaron un exitoso negocio de comestibles al por mayor, lo que permitió a Parker enriquecerse. Después de su jubilación, invirtió la mayor parte de sus ganancias de comestibles en bienes raíces, y se dijo que tenía 750.000 dólares en 1895.

## Historia
Parker compró el terreno en el que se encuentra esta casa en 1867 y, en 1868, encargó al arquitecto Gordon W. Lloyd que construyera lo que ahora es un raro ejemplo de una casa de estilo neogótico en Detroit. Parker vivió en la casa hasta su muerte en 1901. 
En la década de 1920, la casa fue arrendada a la Oficina de Anunciantes por la hija de Parker, y en 1928 se vendió. El edificio se utilizó posteriormente como estudio de artistas, oficinas y edificio de apartamentos. En 1957 se vendió nuevamente y se usó como oficinas, sala de lectura, sala de registros hospitalarios y cuatro departamentos. Más tarde se convirtió en las oficinas legales de Macuga, Liddle & Dubin, P.C.

## Descripción
La casa está construida con piedra caliza gris de Kelly Island, con piedra arenisca de Amherst utilizada como moldura. La fachada frontal es asimétrica, con tres vanos. La bahía central tiene una entrada arqueada de doble puerta en el primer piso, y arriba, puertas francesas dobles que conducen a un balcón. Las bahías laterales tienen frontones transversales, y la bahía este contiene una ventana mirador en el primer piso.